# Andrew Sudduth
Andrew Hancock Sudduth (født 21. november 1961 - 15. juli 2006) var en amerikansk roer fra Baltimore.
Sudduth var med i USA's otter, der vandt sølv ved OL 1984 i Los Angeles. Amerikanerne tabte knebent i finalen til Canada, der tog guldet, mens Australien fik bronze. Den øvrige besætning i amerikanernes båd var Chip Lubsen, John Terwilliger, Chris Penny, Tom Darling, Fred Borchelt, Charles Clapp, Bruce Ibbetson og styrmand Bob Jaugstetter. Ved OL 1988 i Seoul var Sudduth med i singlesculler, hvor det blev til en sjetteplads.
Sudduth vandt desuden to sølv- og to bronzemedaljer ved VM i perioden 1981-1986.
Sudduth døde i 2006 af bugspytkirtelkræft, 44 år gammel.

## OL-medaljer
- 1984:  Sølv i otter